# Eysturoy
Eysturoy (dansk Østerø) er Færøernes næststørste ø. Som navnet antyder, ligger den øst for hovedøen Streymoy. Sundet mellem dem hedder Sundnini og er Færøernes længste.
Slættaratindur (880 moh) er Færøernes højeste fjeld. Fra toppen er der storslået udsigt over øen, nabofjeldene Gráfelli (857 moh - Færøernes næsthøjeste) og Vaðhorn (720 moh) og til resten af Færøerne.
Eysturoy har en kyst med lange fjorde, hvoraf Skálafjørður i syd er Færøernes længste, og de fleste af øens indbyggere er samlet langs Skálafjørður. Her findes det tæt bebyggede og udstrakte område Runavík og Toftir, mens Fuglafjørður på østkysten er øens største enkelte by. Den overvejende del af befolkningen er beskæftiget med fiskeri og fiskeindustri. Færøernes største lakseindustri, Bakkafrost, har sit hovedkvarter på Eysturoy. Øen har mange små bygder, hvor man stadig kan fornemme de barske levevilkår, som færingerne levede under før i tiden.
Over sundet fører en bro, som kaldes den eneste bro over Atlanterhavet. Tidligere var der også en færge fra Tórshavn til Toftir og Strendur, men den er nu indstillet, så man er tvunget til at køre de 63 km på landvejen fra hovedstaden til Toftir med bus eller bil.
Havnen i Runavík har nu en anden betydning som færgehavn: Når store passagerskibe som Norröna ikke kan anløbe Tórshavn på grund af sø og vejr, så er der som regel bedre læ i Runavík havn. En anden vigtig havn, ved siden af Fuglafjørðurs fiskerihavn, er Leirvíks færgehavn, hvor M/F Dúgvan sejlede til Klaksvík og derved forbandt Norderøerne med resten af Færøerne.
Norðoyatunnilin blev bygget fra 2003 til 2006. Den 6,3 km lange tunnel forbinder Leirvík med Klaksvík på Borðoy og går ned til en dybde af 150 meter under havets overflade. Hældningen er på maksimalt ca. 6%.
Eysturoyartunnilin er en undersøisk tunnel, der bygges fra 2016 til 2020. Tunnellen vil forbinde begge sider af Skálafjørður på Eysturoy med hinanden og med hovedstaden Tórshavn, som ligger på Streymoy. Tunellen bliver 11 kilometer og 240 meter lang og vil have en rundkørsel under havbunden mellem Strendur og Runavík. Den vil have en maksimal stigning på 5 % og den vil på det højeste punkt ligge 15 meter over havet, og på det laveste punkt vil den ligge 187 meter under havet. Tunnelen vil forkorte afstanden mellem Tórshavn og henholdsvis Runavík og Strendur fra 55 kilometer til 17 kilometer. Strækningen, der før tog 64 minutter at køre i bil, vil forkortes ned til 16 minutter.

## Eysturoys kommuner
Runavíkar kommuna er med sine 3.920 indbyggere (2017) øens største kommune på Færøerne. Der er mange virksomheder indenfor fiskeopdræt, fiskeri og service og drift, samt en stor naturhavn. Der er moderne faciliteter på skole-, idræts- og kulturområdet.
- Eiðis kommuna (720 indb. 2018) omfatter bygderne Eiði, Ljósá og Svínáir på den nordvestlige del af øen.
- Fuglafjarðar kommuna (1.499 indb. 2015) omfatter bygderne Fuglafjørður og Hellur på østsiden af øen.
- Eysturkommuna (1.933 indb. 2014) omfatter bygderne Norðragøta, Syðrugøta, Gøtugjógv, Gøtueiði og Leirvík på øens østkyst.
- Nes kommuna (1.237 indb. 2016) omfatter bygderne Toftir, Saltnes og Nes.
- Sjóvar kommuna (960 indb. 2011) omfatter bygderne Strendur, Innan Glyvur, Selatrað, Morskranes og Kolbanargjógv
- Sunda kommuna (ligger delvis også på den nordlige del af Streymoy) Den omfatter på Eysturoy bygderne Norðskáli, Oyrarbakki, Oyri, og Gjógv

## Bygder
Eiði, Elduvík, Fuglafjørður, Funningsfjørður, Funningur, Gjógv, Glyvrar, Gøtugjógv, Lamba, Leirvík, Nes, Norðragøta, Norðskáli, Oyndarfjørður, Oyri, Rituvík, Runavík, Saltangará, Skála, Skipanes, Strendur, Svínáir Syðrugøta, Søldarfjørður, Toftir, Æðuvík.

## Kultur og seværdigheder
Der findes fem trækirker fra 1800-tallet på Eysturoy. Derudover findes der nyere kirker i Fuglafjørður, Gøtugjógv, Toftir og Leirvík
- Eiði er omgivet et malerisk landskab med høje fjelde. Midt i bygden er indrettet et lokalmuseum i et renoveret ældre traditionelt færøsk bondehus med røgstue Roykstova. Mod nord ligger det 343 meter høje Eiðiskollur med de berømte klipper Risin og Kellingin liggende foran. Mod øst hæver Færøernes højeste fjeld, det 882 meter høje Slættaratindur, sig. Fodboldpladsen ligger landskabsmæssig meget smukt lige ud til Atlanterhavet, et stort trådhegn forhindrer at fodbolden flyver til havs.
- Gjógv er mest kendt for naturhavnen med færøbådene der sejler helt ind i bunden af slugten, hvorefter de via en rampe trækkes op, så de ligger beskyttet, fri af bølgerne. Naturhavnen er sandsynligvis allerede blevet benyttet i vikingetiden. Langs kløftens sider er det mulig fra juni til august at observere lunderne når de kommer frem fra deres huler og flyver ud på havet efter føde til ungerne. Der er vandrestier op til fjeldene, både nord og vest for byen. Det tager ca. 2 timer at vandre ud til Djúpini og Búgvin. Búgvin er en 188 meter fritstående klippe med et rigt fugleliv. Hotellet Gjáargarð fra 1984, har ca. 30 værelser, restaurant, fest og konferencelokaler og der er muligt at leje et feriehus i nærheden af hotellet. Fra 1. marts til 1. september er hotellet åbent for overnattende gæster. 2014 blev der ved siden af hotellet anlagt en campingplads.
- Elduvík har en enestående udsigt til Kalsoy. En å deler den maleriske gamle bygd i to bylinger med hver sit lille landingssted. De sort tjærede træhuse med fundamenter af murede natursten ligger tæt samlet i to klynger på begge sider af den lille bæk. Ved fjordbredden står de gamle forråds- og bådhuse. Følg stien ud til den gamle landingsplads i den vestlige del af bygden.
- Oyndarfjørður er en af de ældste færøske bygder. Ved stranden neden for bygden findes de to Rinkusteinarnir (rokkestenene), som af bølgerne sættes i bevægelse. For at se om de bevæger sig, er der bundet et tov fra stenene til fastlandet, så man kan følge bevægelserne. Sagnet fortæller, at der var en gammel troldkvinde i Oyndarfjorður, der forbandede to sørøverskibe, så de blev til sten og for evig tid skulle stå ved strandkanten og rokke hvileløst frem og tilbage.
- Fuglafjørður breder sig over en dalsænkning ved en bugt og op ad de omgivende fjeldsider. I strandkanten på sydsiden af fjorden ved fjeldvejen til Leirvík er der en varm kilde, som hedder "Varmakelda". Fjeldvejen har en enestående udsigt til Kalsoy. Kambsdalur har en spejderhytte, hvor der er mulighed for at grupper kan overnatte. En middelsvær vandrevej fører ca. 3,5 km over fjeldet til Skálafjørður, og en anden langs med vestkysten til Hellurnar. Turistinformationen befinder på det lokale bibliotek.
- Leirvík er omgivet af høje fjelde og Norderøerne. I nærheden af den maleriske fiskerihavn ligger vikingruinerne på á Toftanesi, med resterne af en 1000 år gammel vikingegård. Bygden har sit eget museum med de gamle færøbåde. Den gamle fjeldvej fra Leirvík til Kambsdalur har en enestående udsigt til Kalsoy, Kunoy og Borðoy. Helt tilbage til vikingetiden har der været en vardesti over fjeldet til Norðragøta. Den er overkommelig for de fleste og varer ca. 2 timer. Se mindesmærket for skibsbrudne øst for havnen. Følg vejen ud til forbrændingsanlægget og nyd naturen og udsigten. Hvert år i begyndelsen af februar afholdes "Sólarkaffi". Man fejrer at solen igen kan ses i bygden, efter at den har været væk i de tre vintermåneder, med kaffe og kager, musik, foredrag og udstillinger.
- Norðragøta udgør sammen med Syðrugøta og Gøtugjógv området Gøta i bunden af den brede Gøtuvík fjord. På dette historiske sted boede den berømte vikingehøvding, Tróndur í Gøtu. Ruiner af hans gård er fundet i Gøta. På egnsmuseet Blásastova, er der en udstilling om kulturen og dagligdagen på Færøerne de seneste århundreder.
- Runavík er en af mange bygder, der efterhånden danner en 10 km lang bebyggelse ved østsiden af Skálafjørður. Der er i Runavík turist-information, hotel, restaurant og en campingplads, som har åbent hele året. Ved det idylliske område Við Løkin i nærheden af Hotel Runavík ligger der en af de typiske færøske kornmøller. I havnen ligger sluppen “Høganes”, der nu bruges som ramme omkring mindre koncerter og miniteater. - Syd for Toftir ligger bygden Nes med sin gamle trækirke og historiske præstegård. - Glyvrar er en gammel bondebygd, som første gang blev nævnt på skrift 1584, men kan være ældre. I nærheden af kirken ligger det interessante lille museum Bygdasavnið Forni, som har åbent om sommeren.
- Strendur ved østsiden af Skálafjørdur ligger i et frugtbart landbrugsområde og rummer desuden Færøernes eneste uldspinderi, “Snældan”, der sælger færøske strikvarer. Midt i bygden i nærheden af fjorden, på lokaliteten Sjógv, ligger en af de traditionelle færøske trækirker fra 1834.

## Galleri
- Broen fra Streymoy til Eysturoy
- Norðoyatunnilin
- Eiði
- Slættaratindur
- Gjógv
- Elduvík
- Arkæologiske udgravninger fra det 9. århundrede i Leirvík
- Den gamle fjeldvej fra Kambsdalur til Leirvík
- Toftir.

62°13′N 6°53′V / 62.217°N 6.883°V